# Зекцер, Игорь Семёнович
́Игорь Семёнович Зе́кцер (1937—2016) — советский (российский) учёный-геолог, гидрогеолог, лауреат премии имени Ф. П. Саваренского (1980, 2001), лауреат Государственной премии СССР (1986).

## Биография
Родился 2 мая 1937 года.
В 1959 году — окончил геологический факультет МГУ, после чего был распределен на работу в научно-исследовательский сектор геологического факультета МГУ, где стал заниматься региональной гидродинамикой.
C 1965 по 1968 годы — работал во Всесоюзном научно-исследовательском институте гидрогеологии и инженерной геологии (ВСЕГИНГЕО) в должности старшего научного сотрудника, где продолжил исследования подземного стока, был куратором ряда гидрогеологических партий Министерства геологии СССР, занимавшихся изучением режима подземных вод.
В 1968 году — перешел на работу в только что созданный Институт водных проблем (ИВП) АН СССР: старший научный сотрудник и заведующий лабораторией; с 1972 года — заведующий отделом подземных вод и проблем подземного стока (возглавил отдел после кончины своего учителя Б. И. Куделина), а затем — руководитель лаборатории региональных гидрогеологических проблем (без малого 50 лет).
Умер 24 мая 2016 года в Москве, похоронен на Востряковском кладбище.

## Научная деятельность
Заложил основы учения о закономерностях формирования подземного стока, которые впервые изложены в монографии «Закономерности формирования подземного стока и научно-методические основы его изучения».
Разработал методы регионального оценивания, прогноза и картирования естественных ресурсов подземных вод.
Один из основных авторов уникальных карт подземного стока СССР (1967), Центральной и Восточной Европы (1981; зам. главного редактора проекта, главный редактор Пояснительной записки), карты гидрогеологических условий и подземного стока мира, изданной в США по эгидой ЮНЕСКО.
Автор 14 монографий.
Член-корреспондент РАЕН (1993), академик Болгарской академии наук, академик Нью-Йоркской академии наук, вице-президент Международной ассоциации гидрогеологов.

## Книги, изданные при поддержкеРФФИ
1. Дзюба А.В., Зекцер И.С. Климатический криолитоэффект: влияние деградации криолитозоны на климат.
2. Зекцер И.С., Четверикова А.В. Возможности и перспективы искусственного восполнения подземных вод.
3. Каримова О.А., Зекцер И.С. Стратегический ресурс водоснабжения.
4. Зекцер И.С. Подземные воды как компонент окружающей среды
5. Каримова О.А., Зекцер И.С. Вода под водой.[1]

## Награды
- Государственная премия СССР (в составе авторского коллектива, за 1986 год) — за монографию «Основы гидрогеологии» в 6 томах (1980—1984)
- Заслуженный деятель науки Российской Федерации (1997)
- Премия имени Ф. П. Саваренского (1980) — за работу «Закономерности формирования подземного стока и научно-методические основы его изучения» (издательство «Наука», 1977 год)
- Премия имени Ф. П. Саваренского (совместно с Р. Г. Джамаловым, за 2001 год) — за работу «Карта гидрогеологических условий и подземного стока Мира» в масштабе 1:10000000